# レイチェル・マシューズ

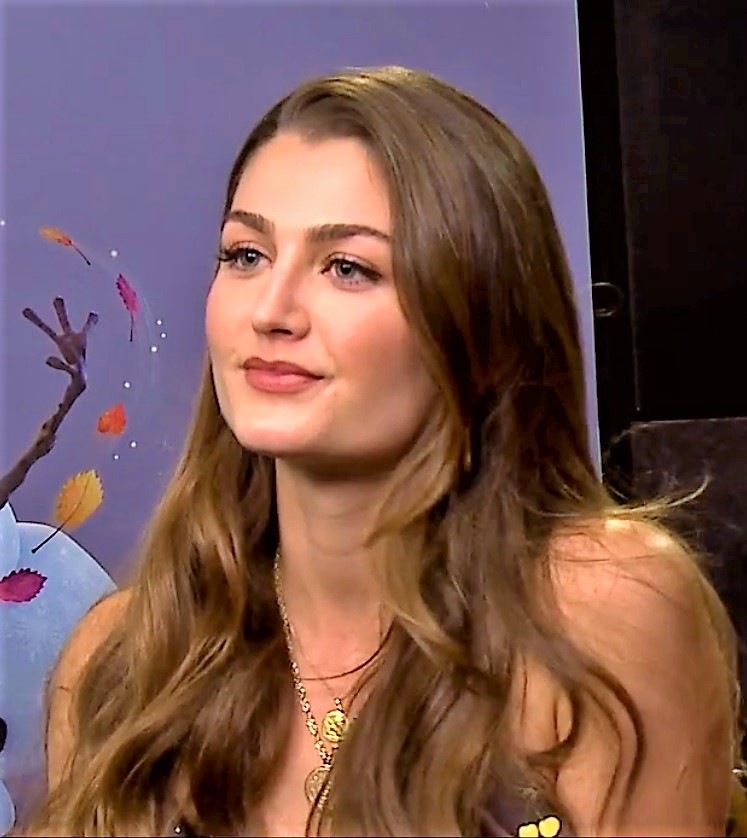
レイチェル・マシューズ

レイチェル・リン・マシューズ（Rachel Lynn Matthews, 1993年10月25日 - ）は、アメリカの女優。ロサンゼルス出身。

## 人物
1993年に女優レスリー・ランドンとブライアン・マシューズの長女として生まれた。映画『シャーリー・テンプル』を見て演技に興味を持ち、タップダンスとボーカルのクラスに通い、10歳で地元の演劇公演に参加した。その後、ニューヨーク大学で演技を学び、舞台生活を続けた。大学の友人に、女優のカミラ・メンデスと、ミュージシャンのマギー・ロジャースがいる。
2017年、叔父のクリストファー・B・ランドンが監督を務める『ハッピー・デス・デイ』で映画デビュー。この他、テレビシリーズ『バットウーマン』やテレビドラマ『アラスカを追いかけて』への出演や、『アナと雪の女王2』で声優としての出演も果たしている。

## 出演

### 映画
| 公開年 | タイトル                | 役                   | 備考 |
| ------ | ----------------------- | -------------------- | ---- |
| 2017年 | ハッピー・デス・デイ    | ダニエル・ボーズマン |      |
| 2019年 | ハッピー・デス・デイ 2U | ダニエル・ボーズマン |      |
| 2019年 | Ms. White Light         | ナース・ランドン     |      |
| 2019年 | アナと雪の女王2         | ハニーマレン         | 声優 |

### テレビ番組
| 公開年 | タイトル             | 役       | 備考                       |
| ------ | -------------------- | -------- | -------------------------- |
| 2019   | バットウーマン       | カササギ | エピソード「Who are you?」 |
| 2019   | アラスカを追いかけて | フィオナ | 3エピソード                |